# Johan Georg Schwartz
Johan Georg Schwartz (ved dåben: Schwarz) (23. februar 1789 i Büdingen ved Hanau – 20. august 1864 i København) var en dansk-tysk kunstdrejer, far til Johan Adam Schwartz.
Han var født Büdingen ved Hanau, hvor faderen var fragtmand og landbruger. Allerede i sin hjemstavn sat i drejerlære kom han 1805 til sin farbroder i København, kunstdrejer Johan Adam Schwartz, hos hvem han blev udlært, hvorefter han alt i 1808 fik borgerskab som kunstdrejer i København og i 1812, for at undgå militærtjenesten i sit hjem, blev udnævnt til hofkunstdrejer. Ved farbroderens død i 1835 overtog han hans virksomhed, som han en tid væsentligt havde styret, og fik samme år prædikat af det Kirurgiske Akademis kunstdrejer ligesom bevilling som fiskebensfabrikant. Hans etablissement, som han navnlig udviklede i fabrikmæssig tilvirkning af fx paraplyer og kamme, blev det største i sin retning her hjemme, hvad han fra 1840 viste bl.a. paa de her stedfindende udstillinger. 1847 optog han sin søn Johan Adam Schwartz som medinteressent. Han var en af Industriforeningens stiftere (1838), var særlig virksom ved dens forevisninger og stod 1845-47 som formand for den. Han var forstander for den tysk-reformerte Kirke i København fra 1838 til sin død, 20. august 1864.
Han var to gange gift: 1. gang 28. januar 1813 med Dorothea f. Spendrup (død 1814) og 2. gang 29. oktober 1815 med Augusta Margrethe f. Frels (28. december 1791 – 8. februar 1885).